# Buda, Luhînî
Buda (în ucraineană Буда) este un sat în comuna Povci din raionul Luhînî, regiunea Jîtomîr, Ucraina.

## Demografie
Componența lingvistică a localității Buda
     Ucraineană (100%)
Conform recensământului din 2001, toată populația localității Buda era vorbitoare de ucraineană (100%).